# Prigor
Prigor – wieś w Rumunii, w okręgu Caraș-Severin, w gminie Prigor. W 2011 roku liczyła 919 mieszkańców. 